# Zaphne rotundata
Zaphne rotundata är en tvåvingeart som först beskrevs av Huckett 1966.  Zaphne rotundata ingår i släktet Zaphne och familjen blomsterflugor. Inga underarter finns listade i Catalogue of Life.